# Seineufer von Paris
Der Begriff Seineufer von Paris bezeichnet ein UNESCO-Weltkulturerbe, das 1991 unter den folgenden Bezeichnungen in die Liste des Welterbes eingetragen wurde: französisch Paris, rives de la Seine, bzw. englisch Paris, Banks of the Seine und natürlich auch einfach die Gewässergrenzen der Seine. Die Unesco meint damit den besonders geschichtsträchtigen Abschnitt der Seine innerhalb von  Paris zwischen der Pont de Sully und der Pont d’Iéna. Neben den Seine-Inseln Île de la Cité und Île Saint-Louis und den befestigten Ufern der Seine, den Quais de Paris, sind dabei auch angrenzende Gebäude-Ensembles, Plätze, Parkanlagen und Sichtachsen Teil des Welterbes.

## Umfang der Welterbestätte
Zu den herausragenden Bauwerken der Seine-Inseln gehören die Kathedrale Notre-Dame de Paris und die Sainte-Chapelle, beides Meisterwerke gotischer Baukunst. Auf der Île Saint-Louis befinden sich mit dem Hôtel de Lauzun und Hôtel Lambert zusammenhängende Architektur-Ensembles, die als Hôtels particulier beispielhaft die Pariser Bauweise des 17. und 18. Jahrhunderts repräsentieren.
Auf dem nördlichen Seineufer, dem Rive Droite, gehören das
Hôtel de Ville de Paris, das Rathaus von Paris, die gotische Kirche Saint-Germain-l’Auxerrois zum Welterbe. Seine abwärts folgen das Palais du Louvre, die Gartenanlage der Tuilerien bis zur Place de la Concorde mit einer Verbindung bis zur Kirche La Madeleine, das Petit und Grand Palais sowie das Palais de Tokyo und das Palais de Chaillot mit den Jardins du Trocadéro.
Auf dem linken Seineufer, dem Rive Gauche, schließt sich daran das Champ de Mars vom Eiffelturm bis zur Ecole Militaire an. Ebenfalls südlich der Seine gelegen gehört die Esplanade bis zum Hôtel des Invalides mit dem Invalidendom und dem südlich gelegenen Vorplatz zum Welterbe. Seine aufwärts schließt sich daran das Palais Bourbon, der Sitz der Assemblée Nationale, an. Es folgen das Musée d’Orsay, die École nationale supérieure des beaux-arts de Paris und das Palais de l’Institut, der Sitz des Institut de France im Collège des Quatre-Nations, sowie die Monnaie de Paris, die Münze von Paris, am Quai de Conti dessen Fortsetzung, der Quai des Grands Augustins, zurück zu den Brücken zur Île de la Cité führt.
Das Gebiet umfasst das Ausstellungsgelände der Weltausstellungen von 1867, 1878, 1889, 1900 und 1937 und ist Ort bedeutender Sammlungen und Museen, wie der Sammlungen des Louvre, des Musée de l’Orangerie in den Jardins de Tuileries, des Musée de l’Armée im Hôtel des Invalides sowie dreier Museen im Palais de Chaillot: dem Musée de l’Homme, dem Musée national de la Marine, und dem Musée des Monuments français, bis 2005 auch des Musée du Cinéma. 23 der Seinebrücken in Paris gehören zum Weltkulturerbe. Südlich der École Militaire grenzt der Hauptsitz der UNESCO in Paris an die Welterbestätte.

## Würdigung der kulturellen Bedeutung
Das Ensemble ist als eine geographische und historische Einheit anzusehen. Schon in prähistorischer Zeit war die Seine prägend für die Verteidigung und die wirtschaftliche Entwicklung der Dörfer des Kelten-Stammes der Parisier (lateinisch Parisii). Das Stadtzentrum, das im 16. sowie insbesondere im 17. und 20. Jahrhundert entstand, verdeutlicht die Beziehung zwischen dem Fluss und der Bevölkerung.
Die ältesten Teile im Osten des Welterbes sind geprägt von der dichten Bebauung der Île Saint-Louis und des Stadtquartiers Marais. Westlich des Palais du Louvre prägen die weiten Plätze und Boulevards der Haussmannschen Stadtplanung das Stadtbild. Dazu zählen die rechtwinklig zur Seine gelegenen Sichtachsen: Zunächst vom Palais Bourbon über die Place de la Concorde bis zur Pfarrkirche La Madeleine, danach die Achse vom Hôtel des Invalides über die Esplanade bis zum Grand und Petit Palais sowie die Achse von der École Militaire über das Marsfeld mit Eiffelturm zum Palais de Chaillot mit den Trocadero-Gärten. Parallel zur Seine verläuft die Achse, die beginnend mit Saint-Germain-l’Auxerrois über den Louvre bis zum Place de la Concorde führt, und von dort über das Gebiet der Welterbestätte hinaus über den Arc de Triomphe bis zum Grande Arche von La Défense reicht.
Das Vorbild Paris beeinflusste weltweit den Städtebau des späten 19. und beginnenden 20. Jahrhunderts.
Bereits bei der Einschreibung 1991 drückte das Ratgebergremium der UNESCO seine Besorgnis aus, wie eine strenge Kontrolle der Stadtentwicklung umgesetzt werden könne, nicht nur für die Gebäude in den unmittelbar angrenzenden Bereichen zur Welterbestätte, sondern auch für das Profil und die Höhe der im Hintergrund sichtbaren Skyline, so dass die Kulturerbestätte selbst sowie seine Blickachsen auch in Zukunft nicht beeinträchtigt würden.

## Bildergalerie

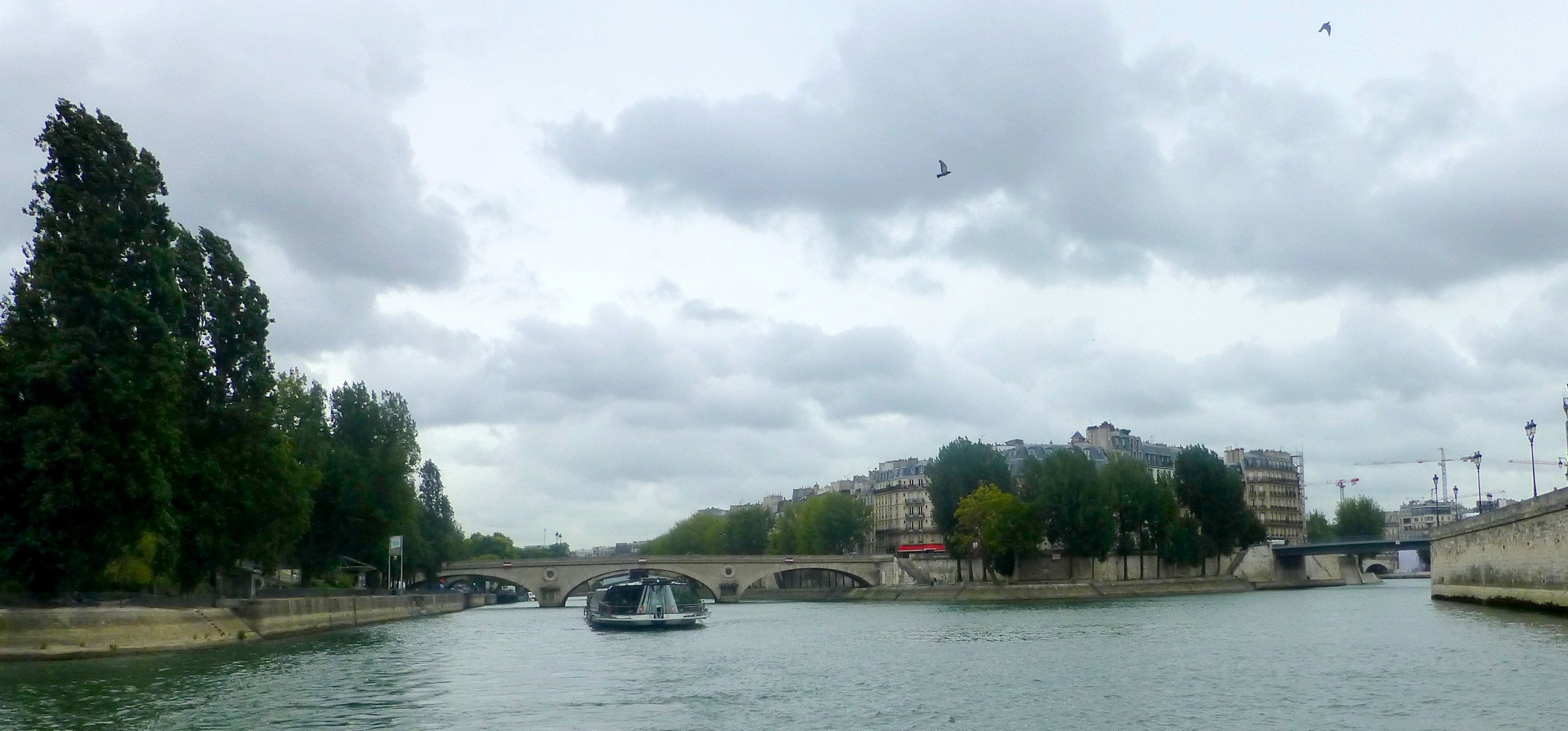
Île Saint-Louis mit de Pont de Sully
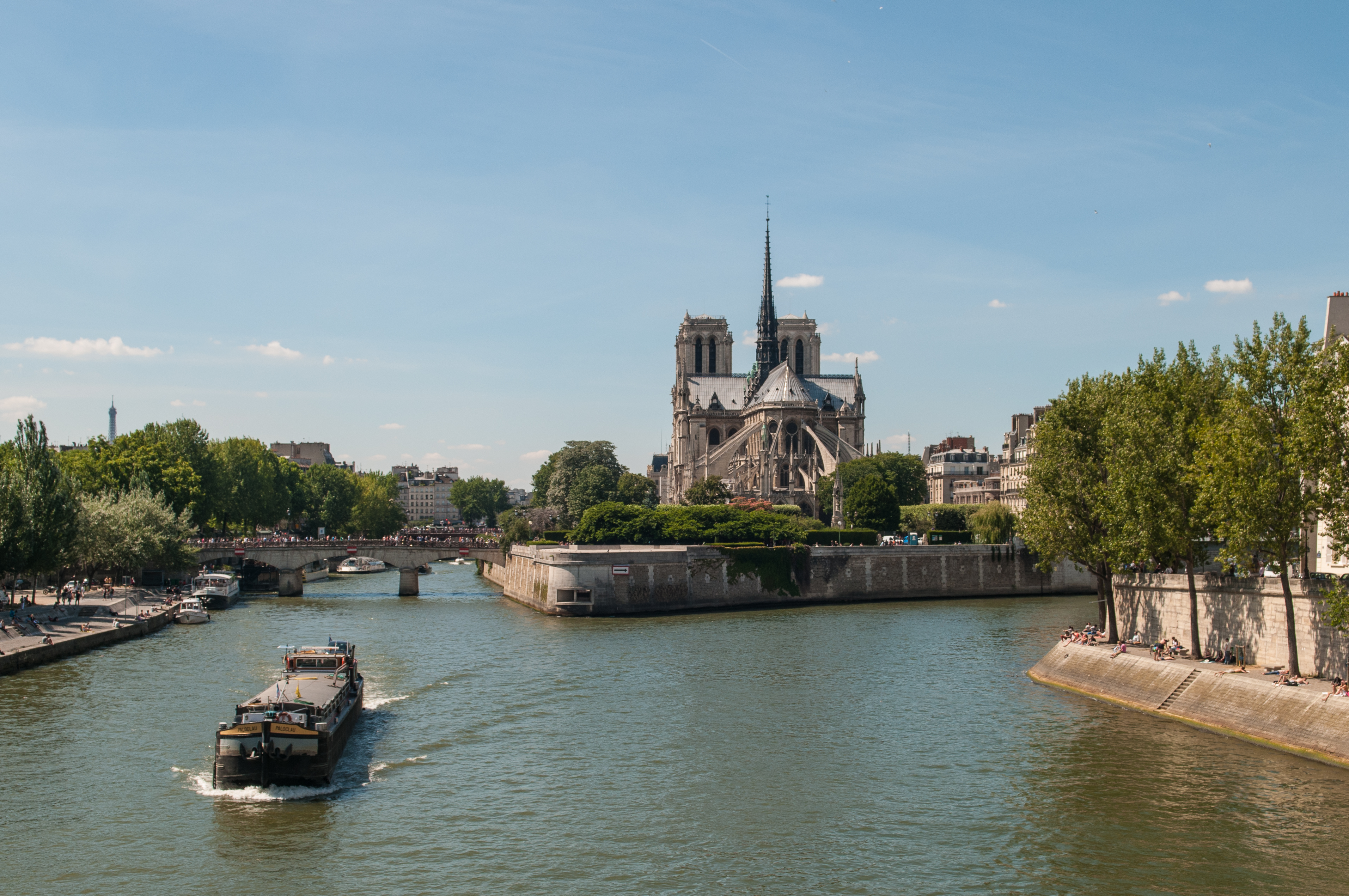
Île de la Cité
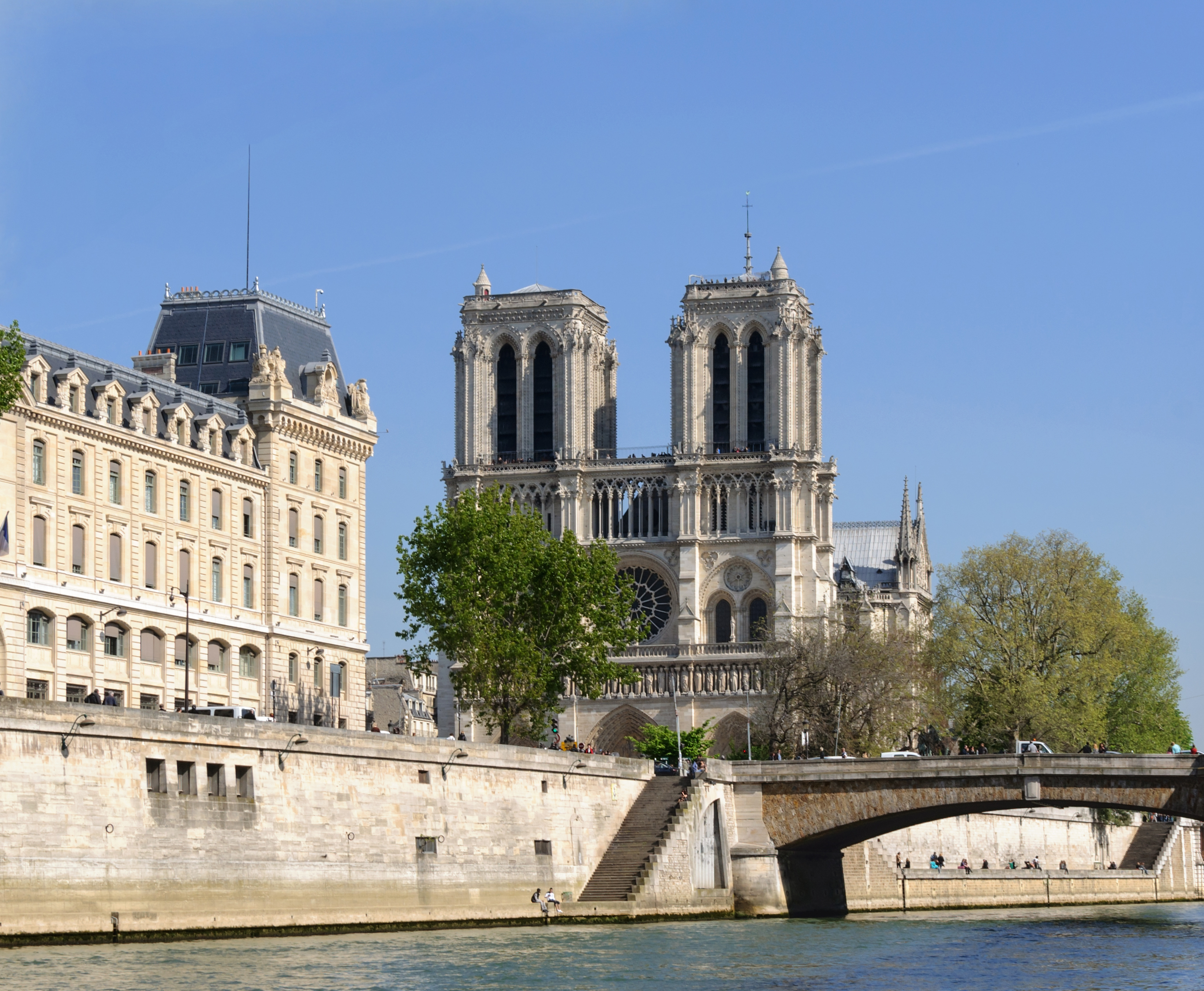
Notre-Dame und Petit-Pont
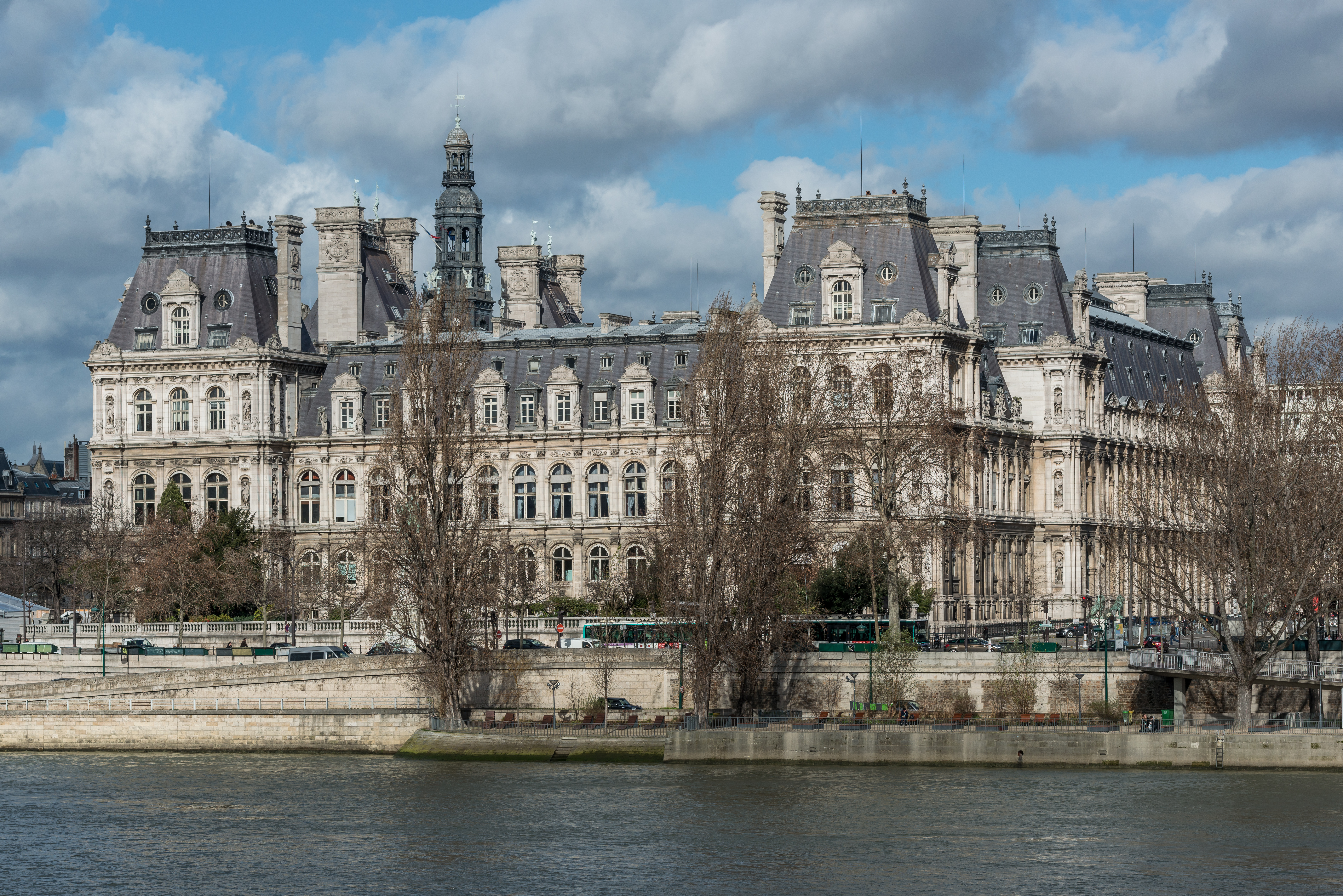
Hôtel de Ville
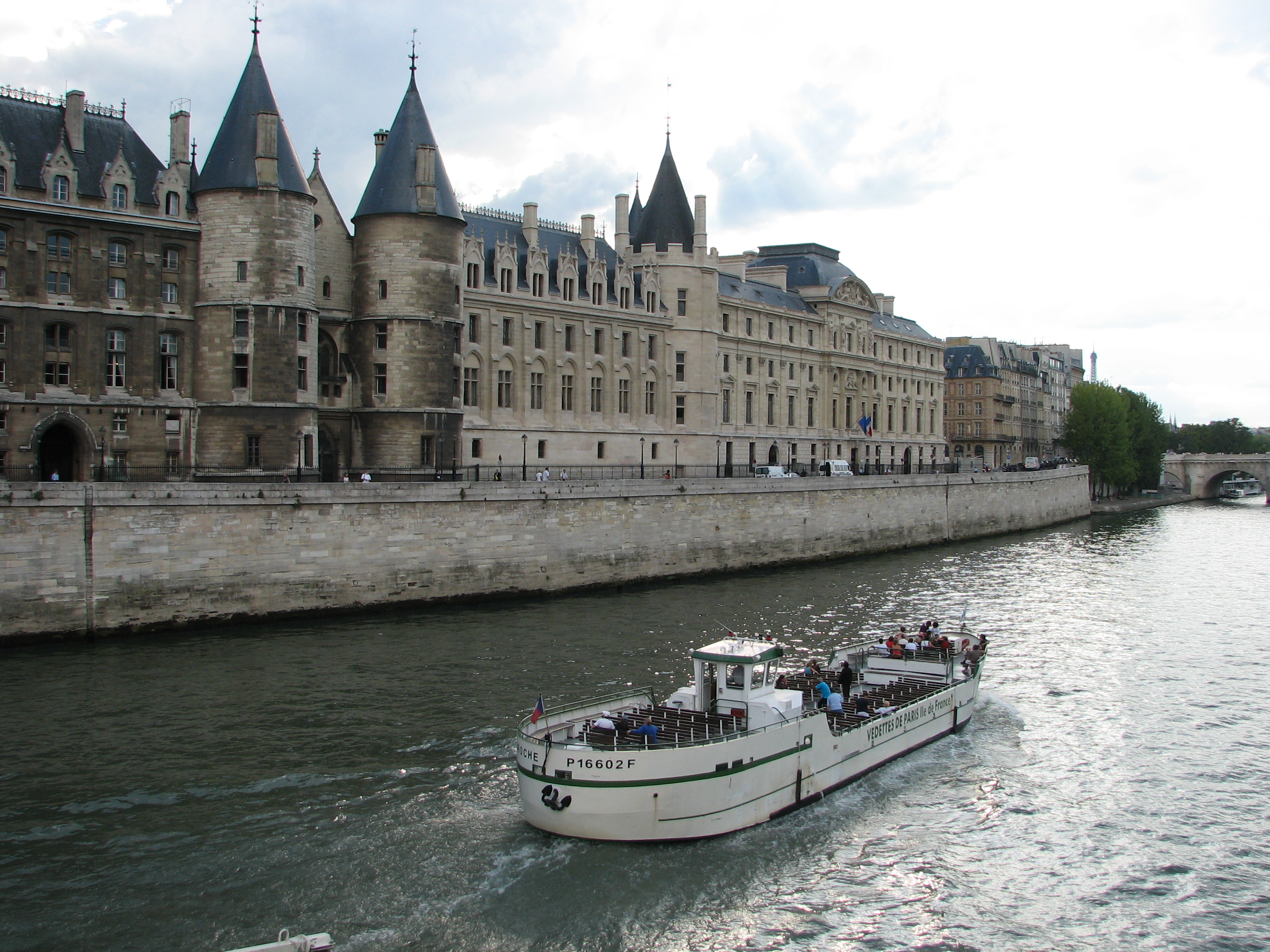
Conciergerie
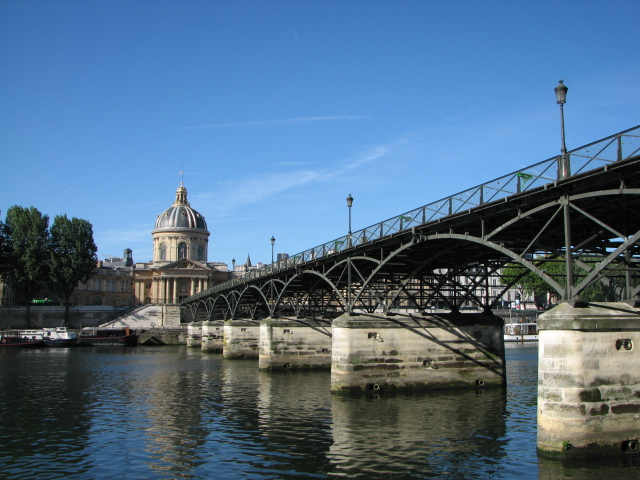
Pont des Arts
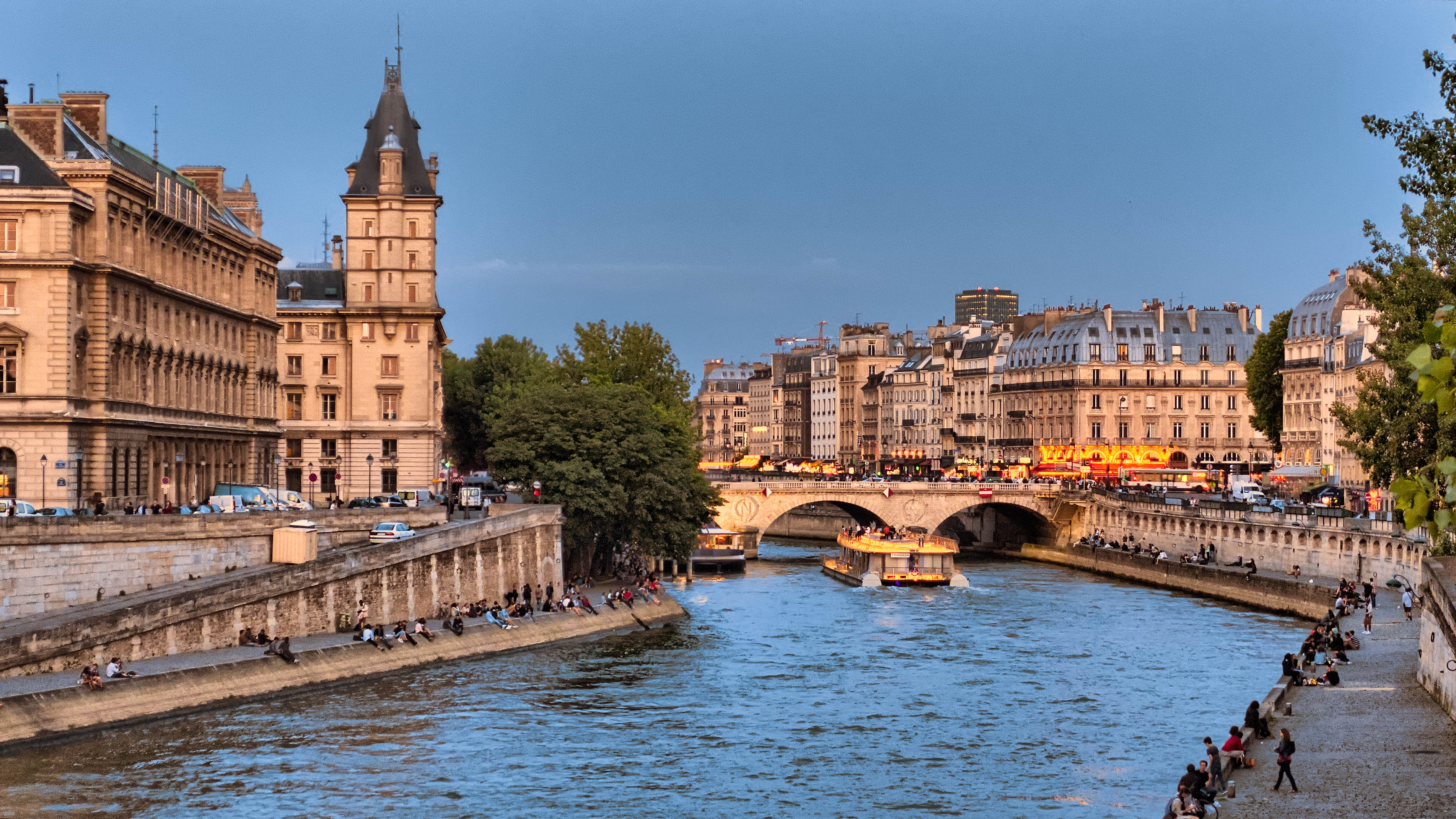
Pont Michel
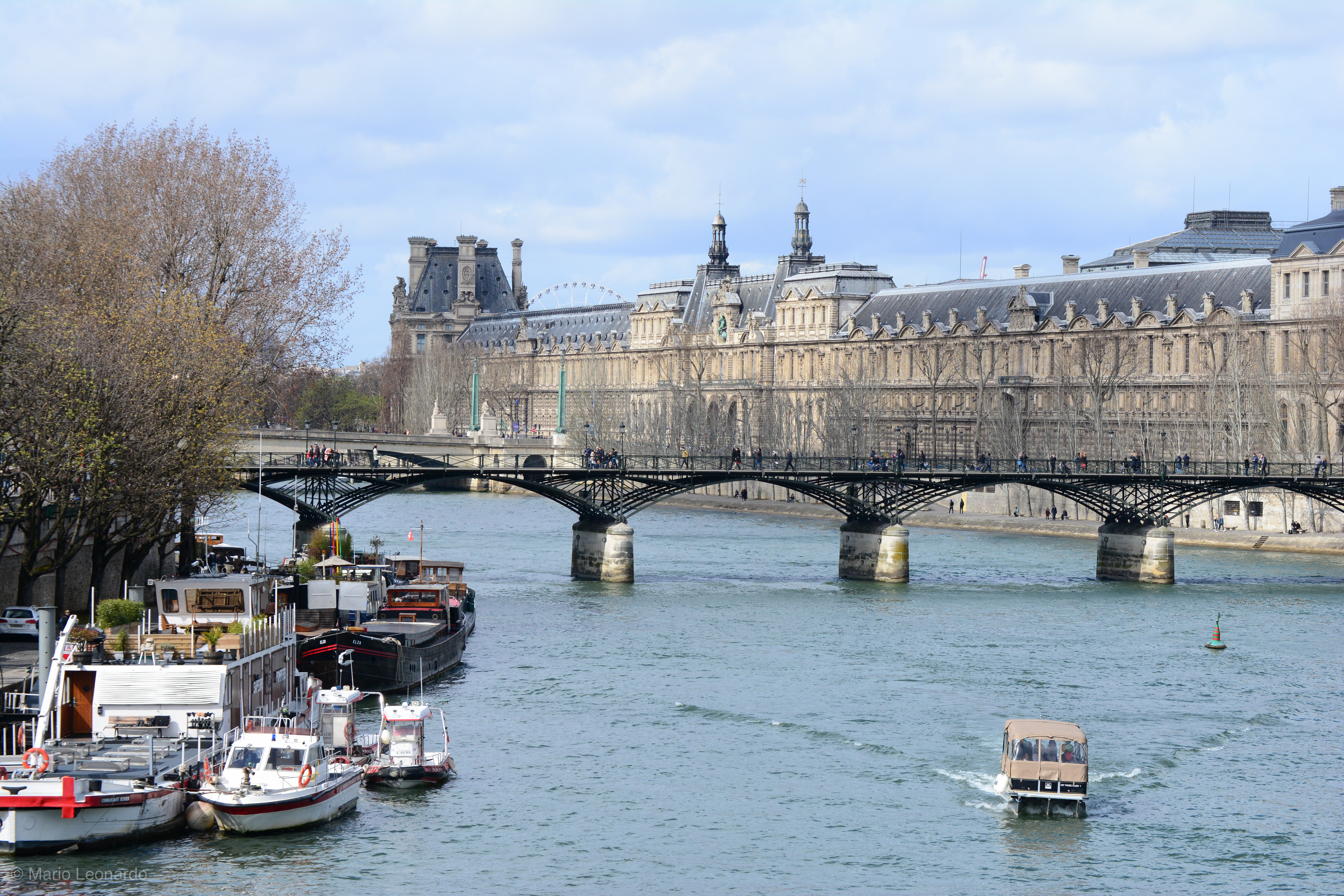
Palais du Louvre
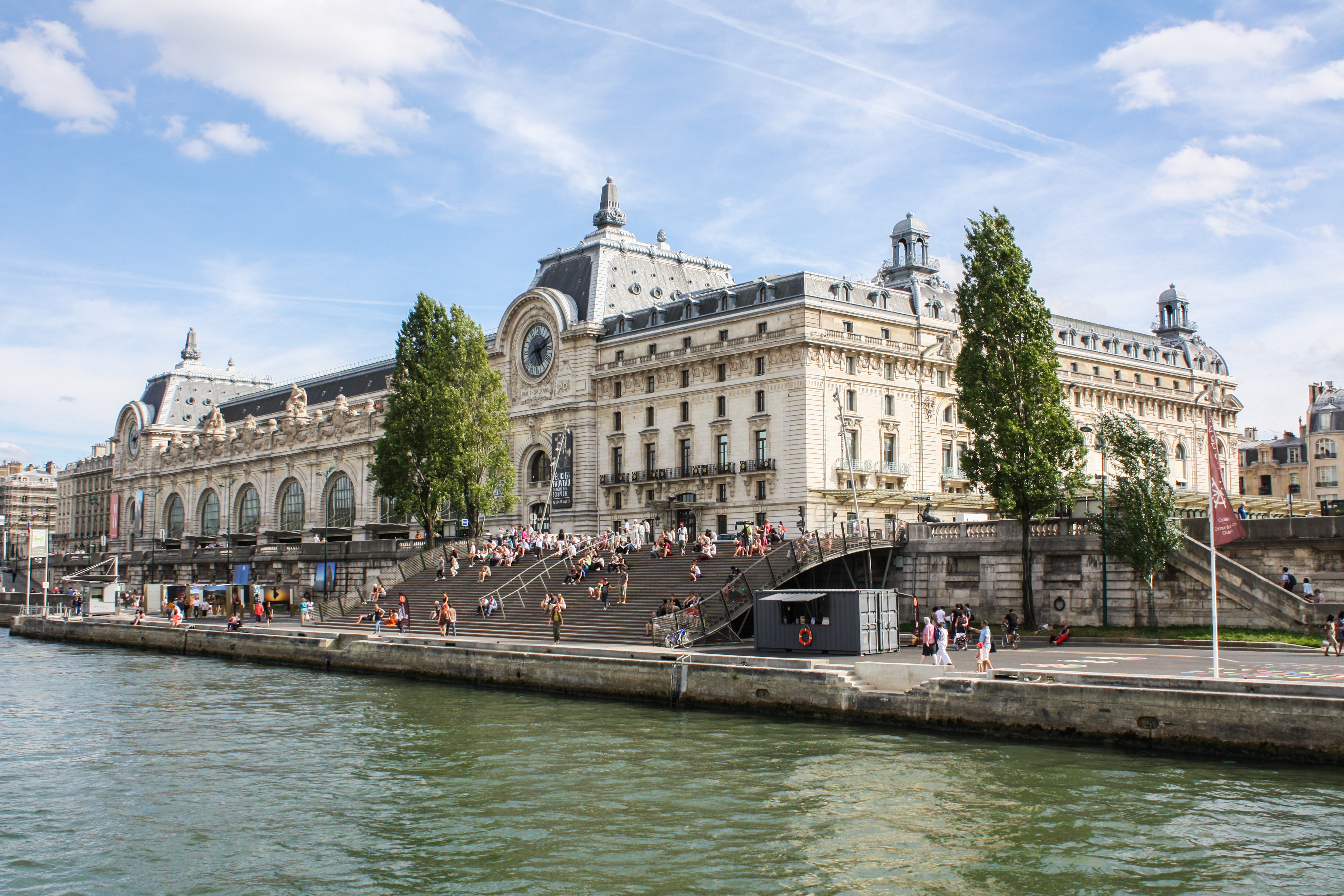
Musée d'Orsay
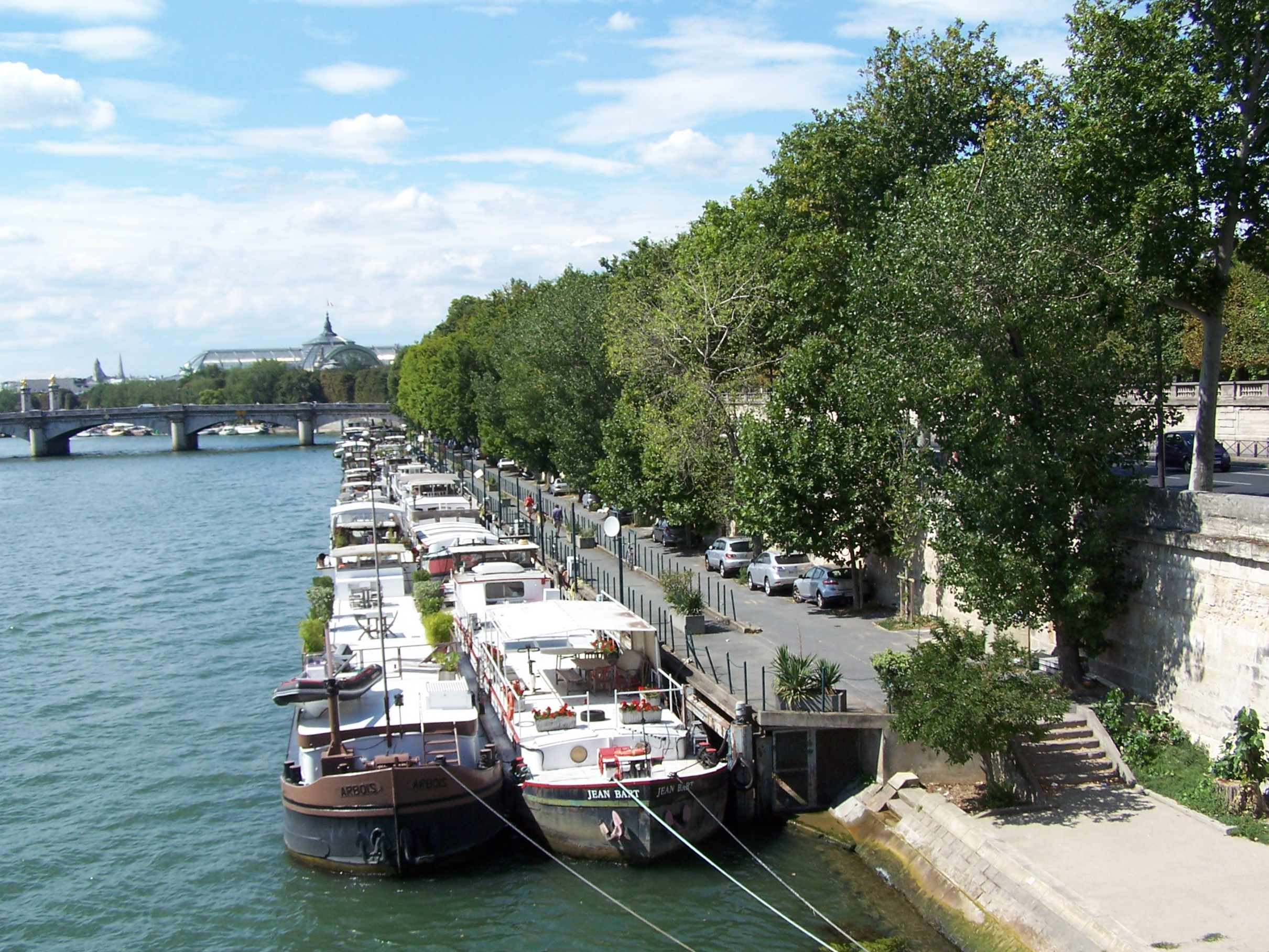
Flussufer bei den Tuilerien
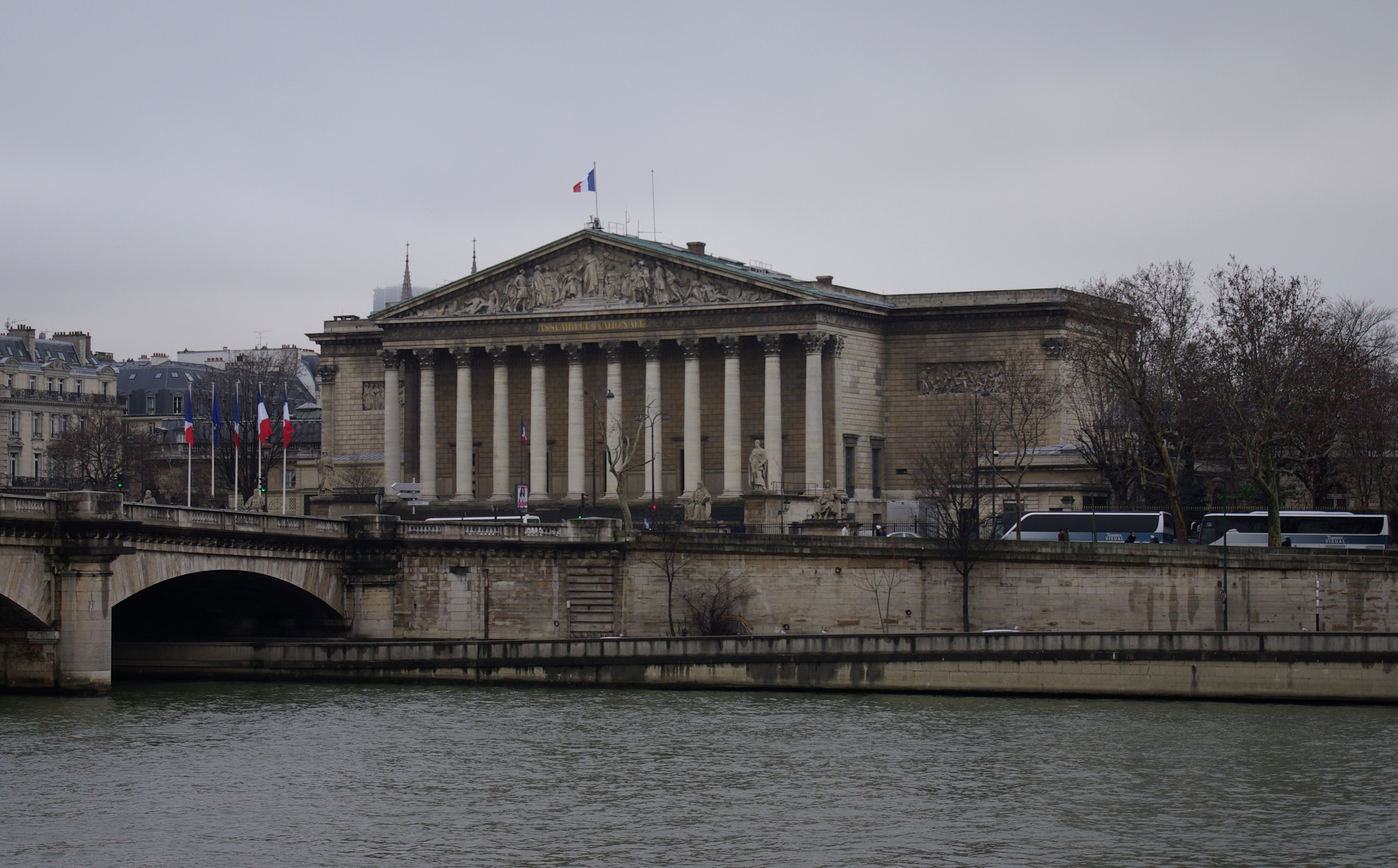
Palais Bourbon
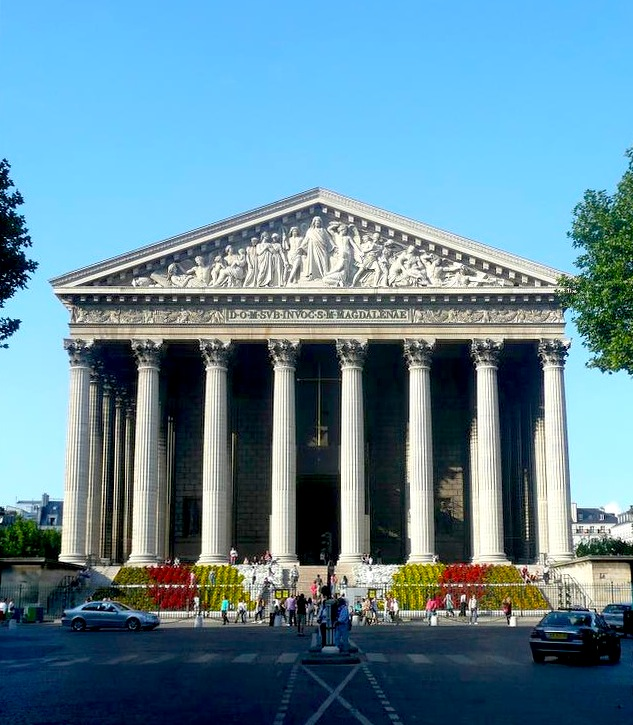
La Madeleine
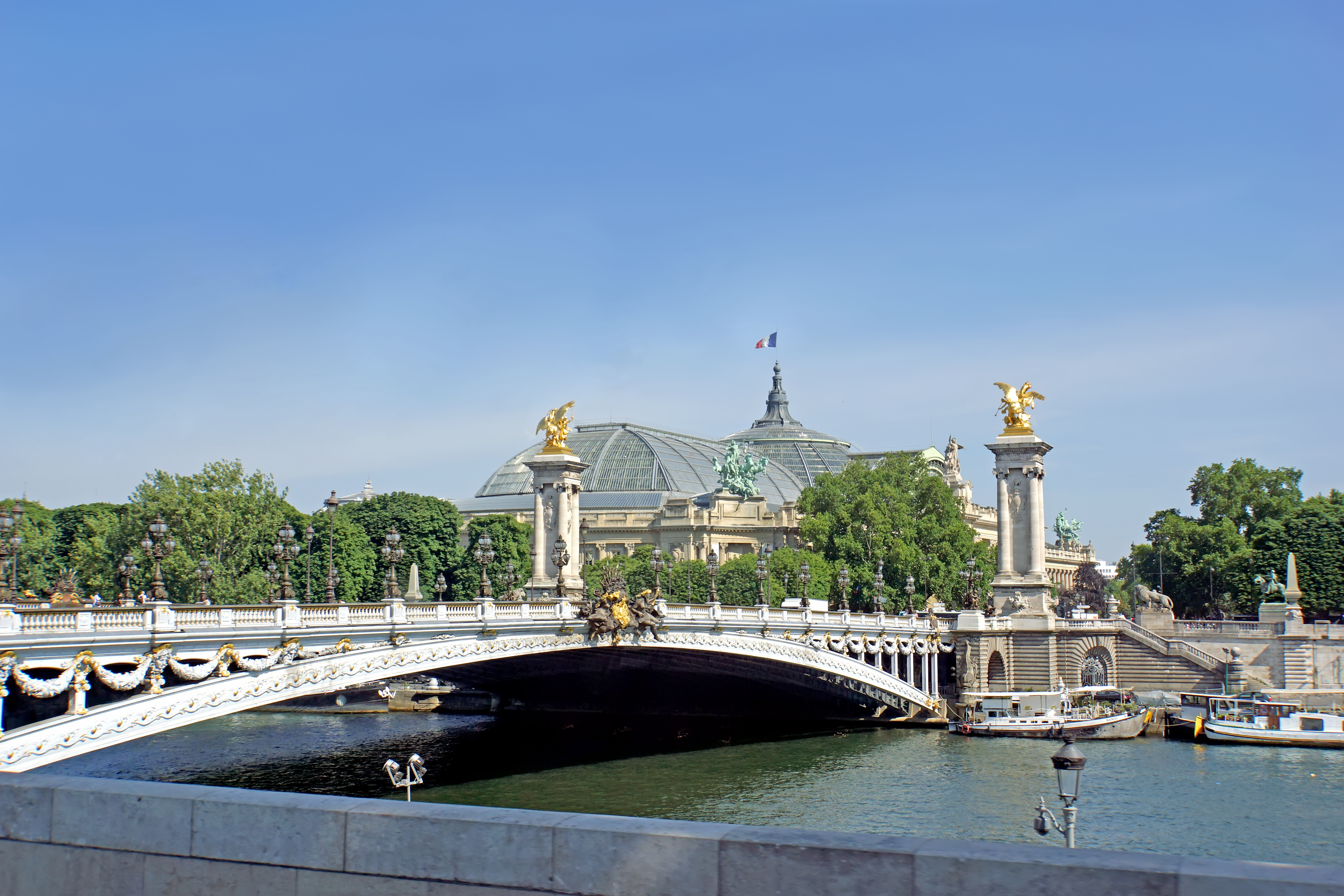
Pont Alexandre III und Grand Palais
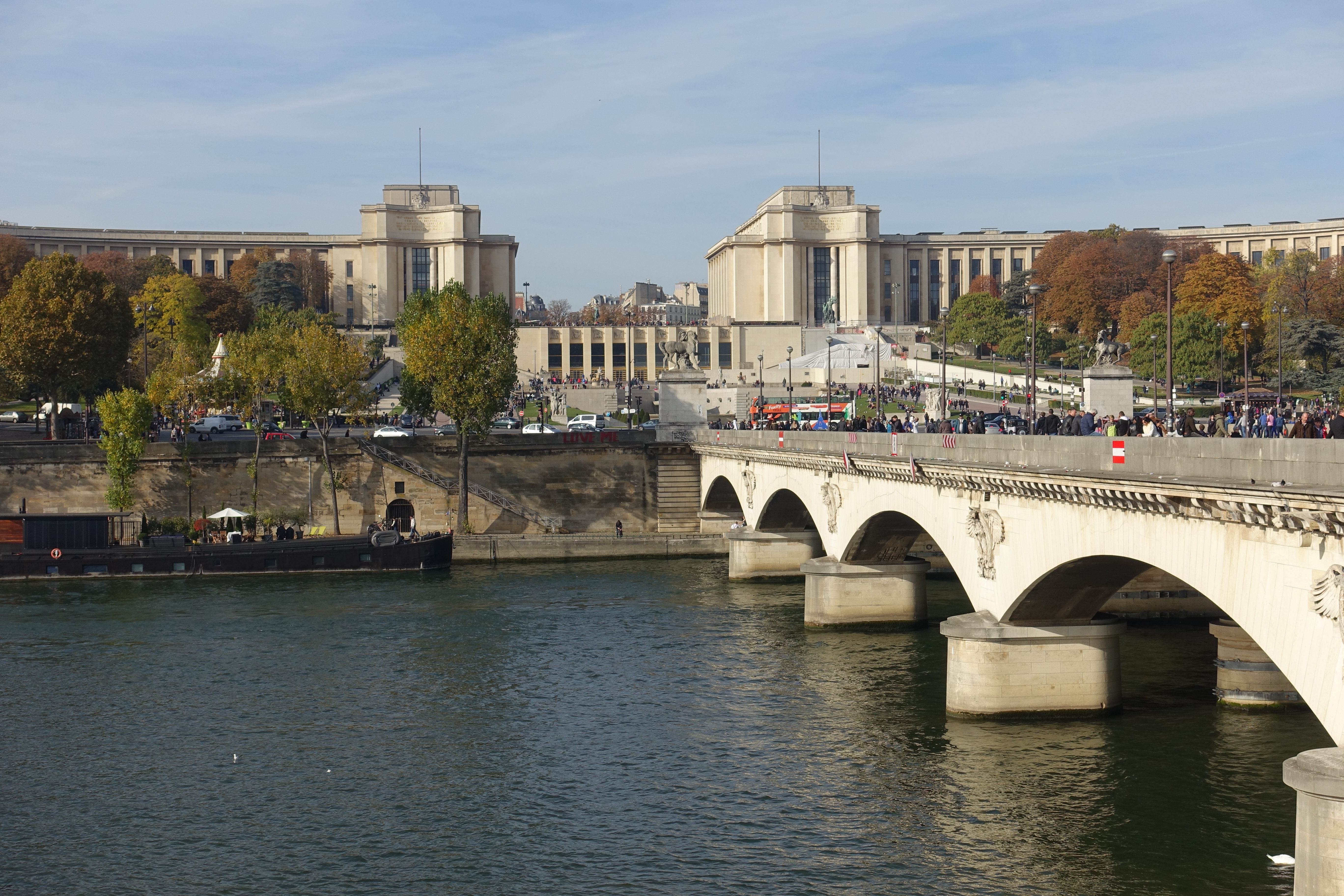
Trocadéro
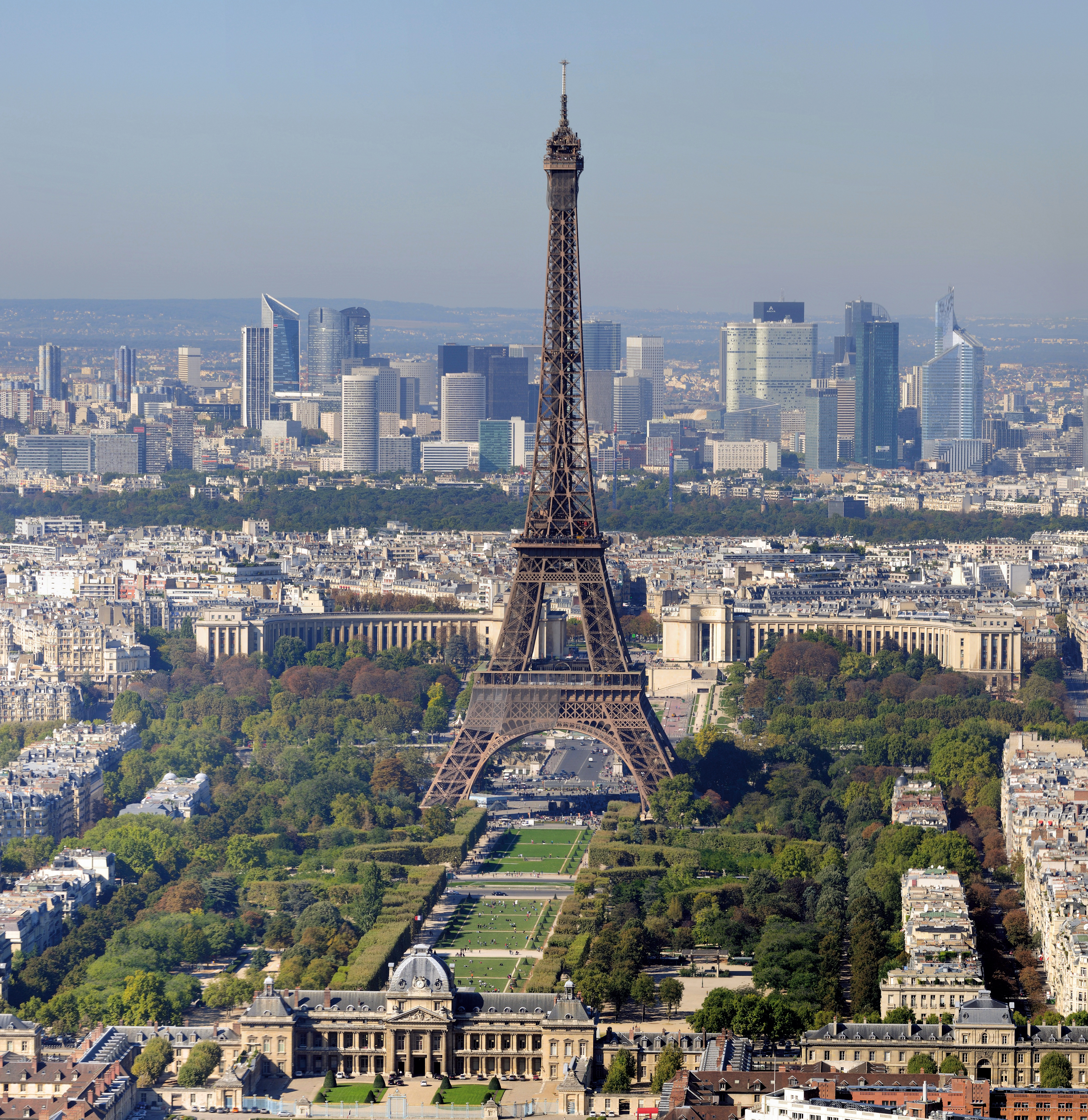
Eiffelturm und Champ de Mars
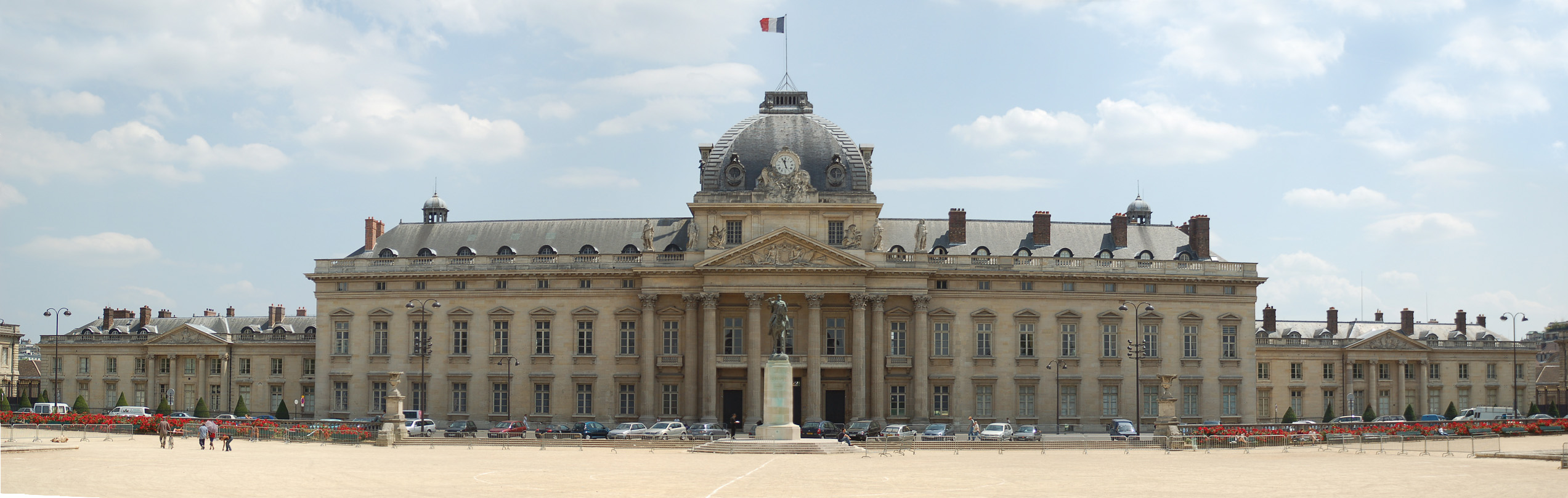
École militaire